# Sasinowie

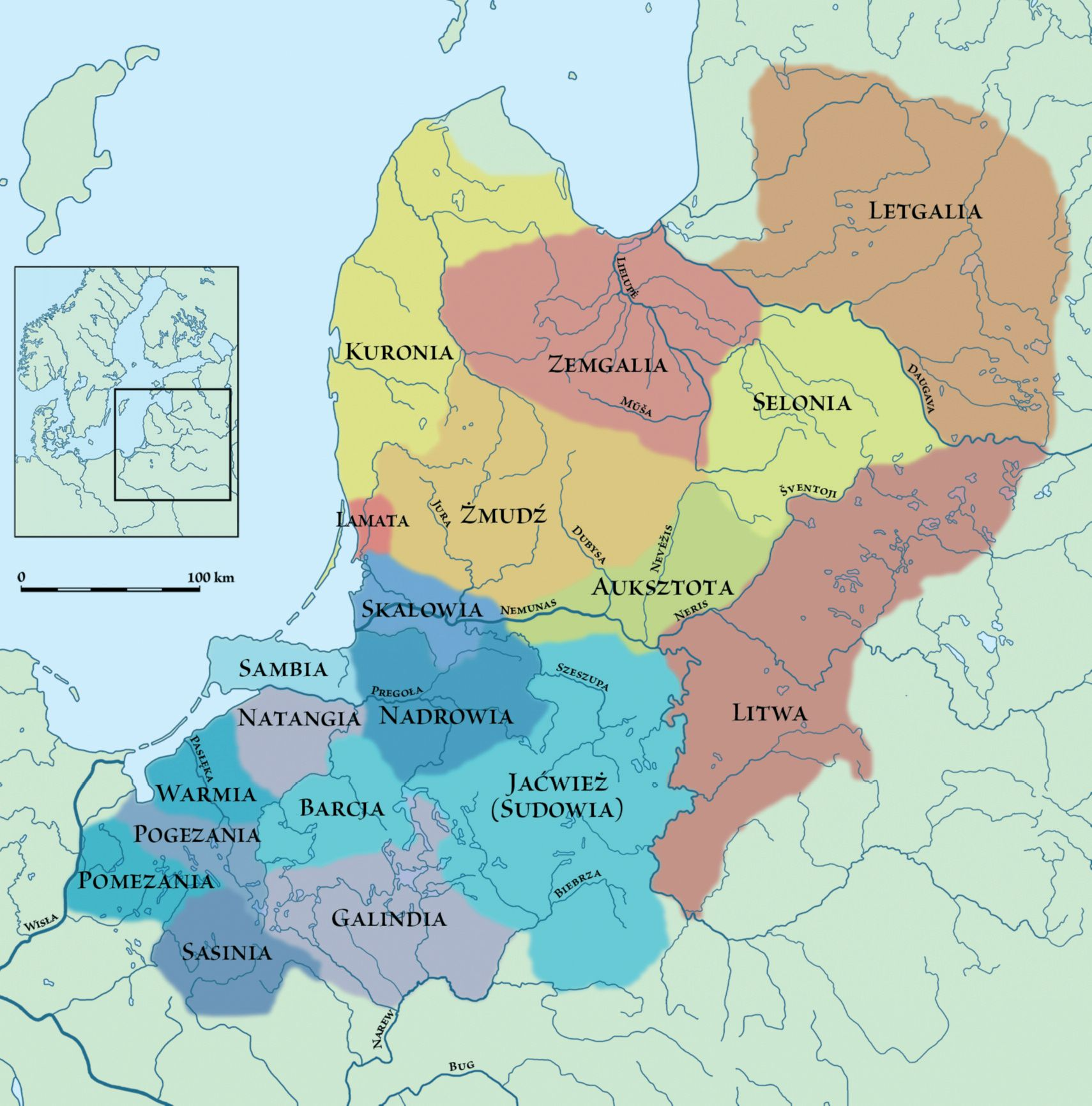
Sasinowie około 1200 roku

Prusy w XIII w. według Henryka Łowmiańskiego

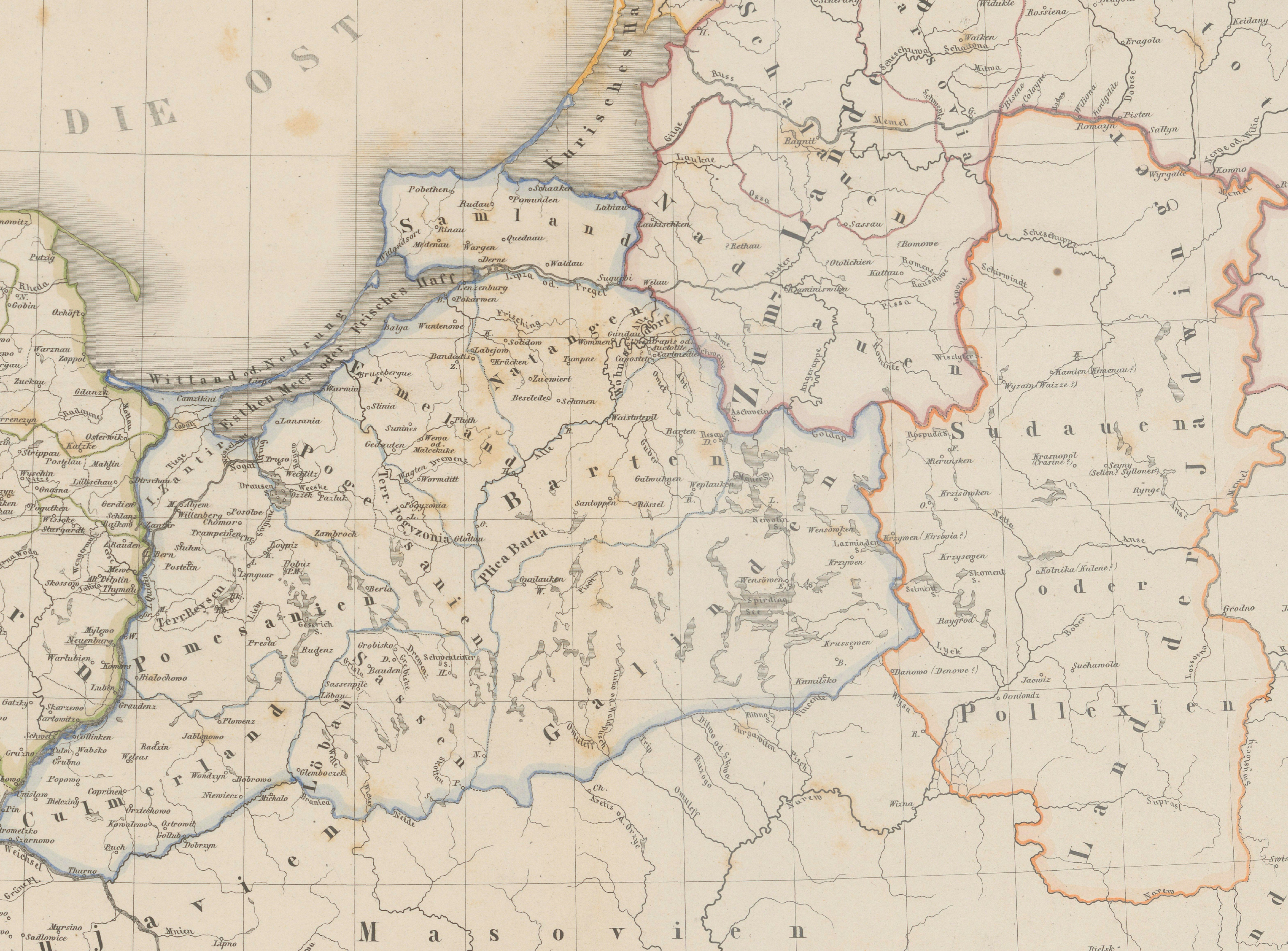
Prusy plemienne według Maxa Toeppena, 1858

Sasinowie – południowe plemię pruskie. Staropruski wyraz sasins oznaczał zająca. Czasem tereny zajmowane przez Sasinów określano ziemią zajęcy.
Badania archeologiczne doprowadziły do odkryć na tych terenach ślady człowieka z młodszej epoki kamiennej. W Burkacie w XIX wieku odkryto kurhan, a w nim naszyjnik, cztery bransolety i szpilę. Inną bransoletę odnaleziono na polu w Turzy Wielkiej. Znaleziska datowane są na około 1700 lat p.n.e.
Sasinowie mieszkali w osadach ulokowanych na wzniesieniach i trudno dostępnych miejscach. Niektóre osady otaczano palisadami i płotami. Grodziska drewniano-ziemne w Księżym Dworze, Nowym Dworze, Narzymiu i Gródkach datowane są na koniec XI w.
Plemię Sasinów nie uznawało władzy książąt mazowieckich, którzy prowadzili wyprawy przeciwko nim od końca XI wieku z terenu ziemi lubawskiej. Za czasów Bolesława Krzywoustego, a potem jego synów, na ich tereny organizowano wyprawy krzyżowe i w tym też czasie powstały polskie grody Klasztorek, Łanioch, Zwiniarz, Gutowo, Nowe Grodziczno, Zajączki, które miały zabezpieczać granicę z Sasinami. Załamanie się tej ekspansji związane z rozbiciem dzielnicowym w Polsce spowodowało przejściowe opanowanie ziemi lubawskiej przez Sasinów. Ziemia Sasinów stała się w XIII wieku częścią ziem we władaniu Zakonu krzyżackiego, a później na terenie będących polskim lennem Prus książęcych. Ziemia zajmowana przez Sasinów znajdowała się przypuszczalnie w południowej części Prus Górnych oraz częściowo w ziemi lubawskiej. Obecnie jest to południowo-zachodnia część województwa warmińsko-mazurskiego.